# Thereuodon
Thereuodon é um gênero de mamífero extinto do Cretáceo Inferior do sul da Inglaterra, Marrocos e França. A espécie-tipo, nomeada por Denise Sigogneau-Russell em 1989 [en] para dentes da formação Ksar Metlili [en] do Cretáceo mais antigo de Marrocos, é Thereuodon dahmani, enquanto a espécie referida, nomeada por Sigogneau-Russell e Paul Ensom para dentes da formação Lulworth [en] da Inglaterra, é Thereuodon taraktes. As duas espécies são separadas por uma quebra no cíngulo [en] em Thereuodon dahmani, uma crista medial mais obtusa em Thereuodon taraktes, um estilocone menos proeminente em T. taraktes, uma cúspide "c" em Thereuodon dahmani e uma faceta A reduzida em Thereuodon taraktes. O gênero Thereuodon é o único táxon na família de simetrodontes Thereuodontidae, que pode ser intimamente aparentada com Spalacotheriidae. Um dente referido a T. cf. taraktes é conhecido do leito ósseo de Angeac-Charente [en], de idade Berriasiana, na França.